# Мартинек, Роберт
Роберт Мартинек (2 февраля 1889, Нове-Гради — 28 июня 1944, Березино, Могилёвская область) — австрийский, затем немецкий офицер, участник Первой и Второй мировых войн, генерал артиллерии, кавалер Рыцарского креста с Дубовыми листьями.

## Начало военной карьеры
Родился 2 февраля 1889 года в небольшом австро-венгерском городке Гратцен, Богемия, в семье пивовара. В 1907 году записался в императорскую армию. По окончании военного училища в августе 1910 года получил звание лейтенанта, направлен в полк полевой артиллерии. С 1 августа 1914 года — старший лейтенант.

## Первая мировая война
В начале Первой мировой войны воевал на Галицийском фронте, с сентября 1914 года — командир батареи. С мая 1917 года — капитан. За время войны награждён двумя орденами.

## Между мировыми войнами
Продолжил службу в армии Австрийской республики. В 1930-х преподавал в артиллерийской школе, автор ряда технических усовершенствований. С декабря 1934 года — полковник. После присоединения Австрии к Германии 15 марта 1938 года — на службе в вермахте. Перед началом Второй мировой войны — начальник артиллерии 7-го армейского корпуса.

## Вторая мировая война
В сентябре — октябре 1939 года — участвовал в Польской кампании.
В мае — июне 1940 года — участвовал во Французской кампании, награждён Железными крестами обеих степеней. С июня 1941 года — генерал-майор.
С 22 июня 1941 года — участвовал в германо-советской войне. С ноября 1941 года — командир 267-й пехотной дивизии (бои под Москвой в районе Тучково, Звенигорода и Рузы). В результате советского наступления 11-17 декабря 1941 года дивизия оказалась разорвана на две части. В ходе отступления от Звенигорода к Рузе ею была потеряна фактически вся артиллерия. Стоял вопрос о расформировании соединения.
26 декабря 1941 года Роберт Мартинек за успехи в ходе летне-осенних боев награждён Рыцарским крестом.
С января 1942 года — командир 7-й горной дивизии.
С мая 1942 года — командующий артиллерией армии (нем. Höherer Artilleriekommandeur). Находясь в этой должности командовал артиллерией XXX ак в 11-й армии Манштейна.
Манштейн называл Роберта Мартинека: 

выдающимся артиллеристом
С декабря 1942 года — командующий 39-м танковым корпусом и генерал-лейтенант.
С января 1943 года — в звании генерал артиллерии. В марте 1943 года — награждён Золотым немецким крестом.
В феврале 1944 года — награждён Дубовыми листьями к Рыцарскому кресту. 28 июня 1944 года погиб в результате авианалёта в ходе советского наступления в Белоруссии.
Командующий обороной и последний комендант Берлина Гельмут Вейдлинг, находясь в советском плену, в 1951 году дал следующую характеристику Роберту Мартинеку: 

Один из наиболее способных артиллеристов, которых мне когда-либо приходилось знать. По моему мнению, он был бы самым подходящим человеком на пост инспектора артиллерии германской армии. 